# Контінентал (Огайо)
Контінентал (англ. Continental) — селище (англ. village) в США, в окрузі Патнем штату Огайо. Населення — 1102 особи (2020).

## Географія
Контінентал розташований за координатами 41°5′58″ пн. ш. 84°16′12″ зх. д. / 41.09944° пн. ш. 84.27000° зх. д. (41.099496, -84.270028).  За даними Бюро перепису населення США в 2010 році селище мало площу 2,36 км², з яких 2,31 км² — суходіл та 0,06 км² — водойми.

## Демографія
Згідно з переписом 2010 року, у селищі мешкали 1153 особи в 486 домогосподарствах у складі 320 родин. Густота населення становила 488 осіб/км².  Було 544 помешкання (230/км²).
Расовий склад населення:
| - 98,4 % — білих - 0,2 % — вихідців з тихоокеанських островів - 0,1 % — корінних американців - 0,1 % — чорних або афроамериканців - 0,1 % — азіатів |

До двох чи більше рас належало 0,3 %. Частка іспаномовних становила 3,1 % від усіх жителів.
За віковим діапазоном населення розподілялося таким чином: 22,8 % — особи молодші 18 років, 61,2 % — особи у віці 18—64 років, 16,0 % — особи у віці 65 років та старші. Медіана віку мешканця становила 42,2 року. На 100 осіб жіночої статі у селищі припадало 99,5 чоловіків;  на 100 жінок у віці від 18 років та старших — 95,6 чоловіків також старших 18 років.
Середній дохід на одне домашнє господарство  становив 56 506 доларів США (медіана — 46 563), а середній дохід на одну сім'ю — 69 662 долари (медіана — 62 102). Медіана доходів становила 42 396 доларів для чоловіків та 35 865 доларів для жінок. За межею бідності перебувало 5,9 % осіб, у тому числі 9,5 % дітей у віці до 18 років та 0,0 % осіб у віці 65 років та старших.
Цивільне працевлаштоване населення становило 518 осіб. Основні галузі зайнятості: виробництво — 41,3 %, роздрібна торгівля — 13,3 %, освіта, охорона здоров'я та соціальна допомога — 12,4 %.